# Yıldırımkemal, Sinanpaşa
Yıldırımkemal là một xã thuộc huyện Sinanpaşa, tỉnh Afyonkarahisar, Thổ Nhĩ Kỳ. Dân số thời điểm năm 2011 là 229 người.